# Nils Haqvin Selander

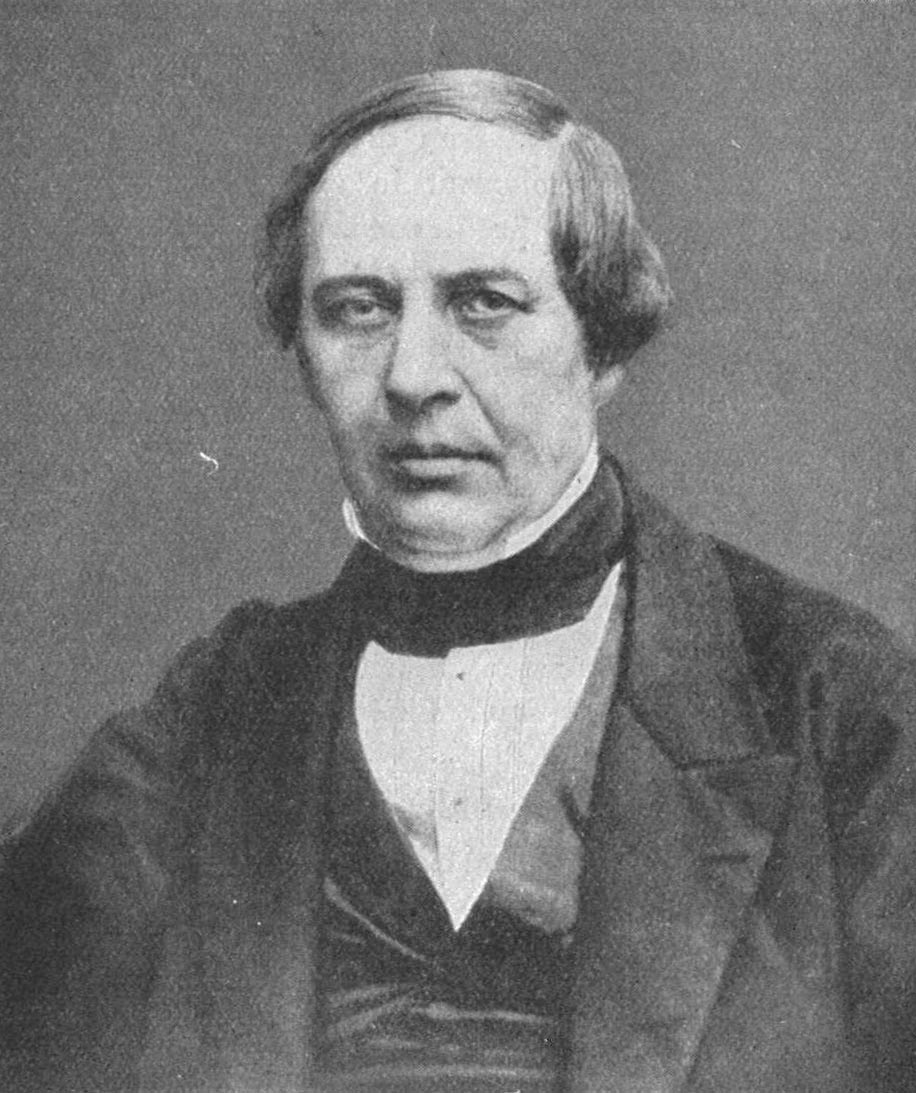
Nils Haqvin Selander.

Nils Haqvin Selander, född den 20 mars 1804 i Vibyggerå socken i Ångermanland, död den 18 juni 1870 i Stockholm, var en svensk astronom och riksdagsman. Han var son till Daniel Selander samt far till Nils och Edvard Selander.
Selander blev 1821 student vid Uppsala universitet, 1827 filosofie magister primus och 1828 docent i teoretisk astronomi. Efter en tvåårig utlandsresa som bysantinsk stipendiat förordnades han 1833 till adjunkt vid vetenskapsakademins observatorium och blev samma år ledamot av Kungliga Vetenskapsakademien samt utnämndes 1837 till samma akademis astronom, med professors titel, efter att ha avböjt en kallelse till astronomiska professuren i Helsingfors. Åren 1850–1869 var han tillika professor och lärare i astronomi vid Topografiska kåren. 
Han var ledamot av riksdagen i egenskap av Kungliga Vetenskapsakademiens representant i prästeståndet åtminstone vid ståndsriksdagen 1865–1866. År 1845 valdes han av prästeståndet till fullmäktig i Riksgäldskontoret, och 1854 utbytte han denna befattning mot bankofullmäktig. Efter representationsreformen, vartill han medverkade, var han 1867–1870 ledamot av första kammaren för Västernorrlands län. Under sin långa riksdagsmannabana var han ledamot av många olika utskott, kommittéer och styrelser. 
Upptagen på detta sätt av en mängd för vetenskapen främmande göromål, kom Selander inte att motsvara de förväntningar man i hans yngre år ställde på honom som astronom. Det mest betydande av hans astronomiska arbeten är hans andel (1845–1851) i Struves gradmätning i vilken han ansvarade för mätningen av delen "Lappland" mellan Torneå och Stuor-oivi, som avsåg att åstadkomma en noggrannare bestämning av jordens form.